# Kramatjaya
Kramatjaya is een plaats in het bestuurlijke gebied Pandeglang in de provincie Banten in Indonesië. Het dorp telt 2862 inwoners (volkstelling 2010).